# Trieenia lanciloba
Trieenia lanciloba är en flenörtsväxtart som beskrevs av O.M. Hilliard. Trieenia lanciloba ingår i släktet Trieenia och familjen flenörtsväxter. Inga underarter finns listade i Catalogue of Life.